# Das Schweigen im Walde (film 1937)
Das Schweigen im Walde è un film del 1937 diretto da Hans Deppe, assistito da Paul May.

## Produzione
Il film fu prodotto dalla Tonlicht-Film GmbH, Peter Ostermayr (Berlin). Venne girato in Baviera, sull'Hintersee, presso Berchtesgaden.

## Distribuzione
Uscì nelle sale cinematografiche tedesche il 19 agosto 1937. L'Ufa Film Company lo distribuì negli Stati Uniti con il titolo Silence of the Forest il 5 dicembre 1937.